# MANTIS (зенитная система)
MANTIS (от англ. Modular, Automatic and Network capable Targeting and Interception System) — модульная автоматизированная сетевая система целеуказания и перехвата. Стационарный зенитный артиллерийский комплекс ближнего действия, предназначенный для защиты от ракетных, миномётных и артиллерийских обстрелов (так называемых RAM-целей - от нем. Raketen, Artilleriegeschosse und Mörser). При разработке комплекса приоритет был отдан возможности поражения малоразмерных целей, представленных беспилотными летательными аппаратами, управляемыми ракетами и боеприпасами. Разработан компанией Rheinmetall Air Defence (ранее Oerlikon Contraves) — дочерней компанией Rheinmetall для ВВС Германии. Предназначен для защиты военных баз, в частности, в Афганистане. Прежнее наименование комплекса — NBS-C-RAM (Nächstbereichschutzsystem Counter-Rocket, Artillery, and Mortar). MANTIS создан на основе зенитной системы Oerlikon Contraves Skyshield. Rheinmetall Air Defence рекламирует MANTIS на международном рынке вооружений под защищённым наименованием MANTIS NBS C-RAM.

## История разработки
В декабре 2004 года Бундесвер провёл испытания модульной зенитной системы Skyshield на полигоне Тодендорф. Результаты испытаний были расценены как успешные и послужили основой для дальнейшей разработки.
В апреле 2007 года минобороны Германии выдало контракт компании Rheinmetall Air Defence на разработку зенитной системы ближнего действия (нем. Luft-Nahbereichs-Flugabwehrsystem) для поражения RAM-целей. Стоимость контракта 48 млн. евро. Компания Rheinmetall Air Defence, используя опыт создания 35-мм зенитных пушек и располагаемый в этом калибре боеприпас AHEAD, разработала 35-мм револьверную пушку GDF 020, РЛС управления огнём и центр управления огнём BFZ.

## Состав комплекса MANTIS
Благодаря модульному принципу построения система MANTIS может быть адаптирована применительно к размерам и окружению защищаемого объекта и состоит из центра управления огнем BFZ (нем. Bedien- und Feuerleitzentrale), двух радиолокационных приборов обнаружения целей, и до восьми подключенных орудий GDF-020 (до четырех орудий на прибор обнаружения). Предусмотрено включение MANTIS в перспективную систему ПВО ВВС Германии SysFla.

### Центр управления огнём BFZ
Центр управления функционирует в круглосуточном режиме (24/7) и укомплектован сменой из четырёх военнослужащих, трое из которых используются для мониторинга воздушной обстановки и обслуживания оружия и датчиков под управлением командира.
Управление системой в высокой степени автоматизировано. В силу действующих в НАТО правовых ограничений – так называемых правил применения оружия (англ. Rules of Engagement) - полностью автоматизированная борьба с целями не предусмотрена, использование оператора в контуре управления необходимо по соображениям безопасности. При этом время реакции для борьбы с целями типа RAM определяется исключительно возможностями оператора центра управления огнем.
На практике оператор наблюдает комбинированное изображение цели, обрамлённых рамкой, полученное от РЛС, ТВ-камеры и оптоэлектронных ИК-датчиков и принимает решение об обстреле нажатием кнопки "огонь".
BFZ может быть подключен к сетевым системам минобороны Германии с помощью различных средств передачи данных и связи с целью лучшего владения обстановкой, своевременного обнаружения, сопровождения, измерения параметров и поражения воздушных средств нападения. Бундесвер планирует подключить к BFZ РЛС среднего/дальнего диапазона дополнительно к собственным РЛС обнаружения MANTIS.

### Блок датчиков обнаружения целей
Для успешной борьбы с RAM-целями комплекс MANTIS подключен по крайней мере к одному радиолокационному прибору, оптимизированному, главным образом для обнаружения и сопровождения малозаметных целей, целей, у которых эффективная поверхность рассеяния (ЭПР) характеризуется малыми значениями. РЛС комплекса должен быть способен обнаруживать цели, ЭПР которых значительно ниже 0,01 m² на дальностях до 20 км.

### 35-мм пушка GDF 020
Револьверная пушка GDF-020 конструктивно базируется на орудии 35/1000 и представляет собой одноствольную пушку калибра 35 x 228 мм, размещённую на платформе контейнера/поддона стандарта ISO 1D с площадью основания 2988 x 2435 мм, и может перевозиться подходящими транспортными средствами. Общая длина пушки 5526 мм, ширина 2435 мм и высота 2088 мм. Темп стрельбы составляет 1000 выстр/мин при достижении барабаном полной скорости вращения, то есть после нескольких выстрелов. Максимальная дальность стрельбы составляет 5 км по низкоскоростным или слабо маневрирующим по курсу воздушным целям и около 3 км по боеприпасам.
Обстрел цели всегда ведётся из двух орудий, при том, что действия одного орудия должно быть достаточно, второе орудие ведёт стрельбу как дублирующее. Каждое орудие ведёт обстрел очередью длиной до 36 выстрелов. Длина очереди настраивается оператором.

## Операторы
- Германия: 12 единиц по состоянию на 2023 год[1]
- Словакия: две системы MANTIS (по шесть автоматических боевых установок в каждой, две радарные установки и командный блок) переданы Германией в 2023 году[2]